# 日峰神社
日峰神社（ひのみねじんじゃ）は、徳島県小松島市中田町にある神社。市の北側、阿波三峰の一つである日峰山（標高191m）の山上に鎮座する。

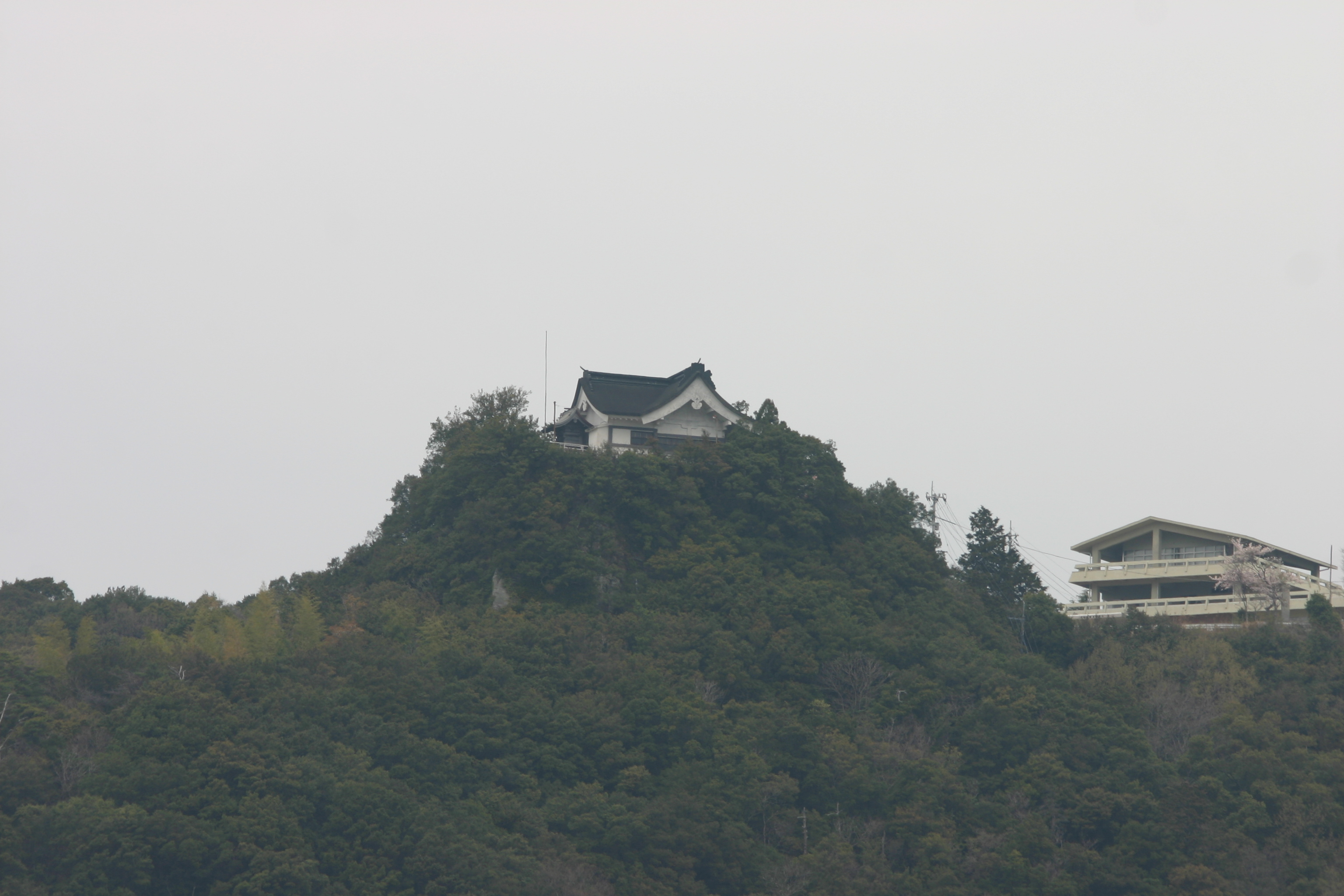
旧東洋紡付近から望んだ日峰神社遠景（右の建屋は、「小松島市野外活動センター」現在は更地）

## 祭神
祭神は主祭神に大日霊<ママ>貴神、相殿神に少彦名神、市杵島比女神。境内社に船玉大神（ふなだまのおおかみ）がある。

## 由緒
社伝によれば、奈良時代の天平勝宝2年（750年）豊野真人篠原が阿波守に任ぜられた。翌天平勝宝3年国内に疫病が流行した。住民の苦しむ姿を見た阿波守は、日峰山で火焚き神事を行い祖神に祈願し疫病が治まった。これにより山上に社を建立したと言われる。この伝承から、毎年「十八山火焚祭」が行われている。
中世以降は「日峯大権現」と称せられ、桃山時代の天正14年（1586年）初代徳島藩主となった蜂須賀家政は阿波入国の際に日峰館に留まり築城の場所を定めようとした。家臣は日峰山を薦めたが、家政は聖域であるとして選ばず、現在の徳島城の地に築城したと言われている。その後、日峰山一帯を聖域として私有を認めず樹木の伐採を禁じた。
明治5年（1872年）、「日峯神社」と改称して村社に列した。なお、現在では「峯」字を「峰」としている。

## 蟹の絵馬
この神社に奉納には蟹の絵のついた絵馬が奉納される。
蟹の絵馬には以下の伝承がある。昔、小松島の農民は毎年、田植えの時期になると稲苗を根元から蟹に食いちぎられて困っていた。そこで、農民揃って日峰神社に祈願した。すると蟹の被害が無くなった。以後、祈願や解願の際に、蟹の絵馬が奉納されるようになったと言われる。祈願を行った信者には、以後、蟹を食べない人が多数見られる。
社殿には、さるかに合戦や蟹千匹など蟹に因む大額が奉納されている。